# Nunapitchuk
Nunapitchuk ist ein Ort mit dem Status einer City in der Bethel Census Area in Alaska. Das U.S. Census Bureau hatte bei der Volkszählung 2020 eine Einwohnerzahl von 594 ermittelt. Das Eskimo-Dorf liegt im Yupik-Sprachenraum.

## Geographie
Nunapitchuk befindet sich im Südwesten von Alaska am rechten Flussufer des Johnson River, ein rechter Nebenfluss des Kuskokwim River, 38 km westnordwestlich vom Verwaltungszentrum Bethel. Der etwa vier Meter über dem Meeresspiegel gelegene Ort verteilt sich auf das südliche und nördliche Ufer einer Wasserstraße umgeben von zahlreichen größeren und kleineren Seen. Am südlichen Gewässerufer befindet sich das Ortszentrum, während auf dem gegenüberliegenden Ufer der Flugplatz Nunapitchuk liegt. Nunapitchuk befindet sich im Yukon-Kuskokwim-Delta und im Schutzgebiet Yukon Delta National Wildlife Refuge. 4 km südwestlich liegt Kasigluk, 10 km ostsüdöstlich liegt Atmautluak.

## Geschichte
Nunapitchuk tauchte 1920 erstmals beim U.S. Census auf und hatte damals 134 Einwohner. Am 26. August 1969 erhielt Nunapitchuk den Status einer „City“. Heute bilden Subsistenzaktivitäten noch immer einen Schwerpunkt der lokalen Kultur. Der Verkauf, die Einfuhr und der Besitz von Alkohol sind in Nunapitchuk verboten. Neben dem Flugplatz gibt es noch auf dem Johnson River einen Landeplatz für Wasserflugzeuge. Weiterhin verfügt der Ort über einen kleinen Bootshafen. In den Wintermonaten werden Schneemobile, ATVs und Hundeschlitten genutzt.

## Demografie
Zum Zeitpunkt der Volkszählung im Jahre 2020 (U.S. Census 2020) hatte Nunapitchuk 594 Einwohner auf einer Landfläche von 18,11 km². Von den Einwohnern waren 13 Weiße sowie 581 amerikanisch-indianischer Abstammung.
Beim Zensus im Jahr 2000 wurden 466 Einwohner gezählt, 2010 waren es 496. Die Bevölkerungsentwicklung der letzten Jahre war ansteigend.